# Ефимов, Николай Вячеславович
Николай Вячеславович Ефимов (1921 — 2005) — советский разведчик, генерал-майор.

## Биография
Родился в русской семье. В Красной армии с 1939, окончил военное училище, кандидат в члены ВКП(б) с 1943. С 5 июля 1941 в действующей армии, участвовал в боях под Ельней, 22 июля того же года был ранен, находился на излечении. С августа 1942 служил в 10-м штрафном батальоне на Западном фронте, командир роты, заместитель командира батальона по строевой части, командир батальона. В сентябре 1943 переведён в обычную строевую часть. В апреле 1944 направлен на учёбу в Военную академию имени М. В. Фрунзе. Затем перешёл на работу в органы государственной безопасности, работал во внешней разведке КГБ, выезжал в заграничные командировки в различные страны Европы и Азии. В 1956 участвовал в операции «Вихрь». С 1975 до 1981 заместитель руководителя представительства КГБ при МГБ ГДР. С 1981 до 1984 заместитель начальника Управления «С» ПГУ КГБ СССР и начальник 8-го отдела. С 1984 до 1986 заместитель руководителя представительства КГБ в ДРА (ХАД). После возвращения из Афганистана на пенсии.

### Звания
- майор;
- полковник[5];
- генерал-майор (27 октября 1977).

### Награды
- ордена Красного Знамени;
- орден Отечественной войны I степени (20 июля 1943);
- четыре Красной Звезды (два из которых 11 июля 1943, 18 декабря 1956);
- медали;
- нагрудный знак «Воину-интернационалисту».